# Дур
Дур (на френски: Dour) е селище в Югозападна Белгия, окръг Монс на провинция Ено. Населението му е около 16 800 души (2006). От 1989 г. насам, в града се провежда ежегодният Дурски фестивал, в който изпъкват алтернатив музикални творци.